# Alte Steigstraße 4 (Reilsheim)

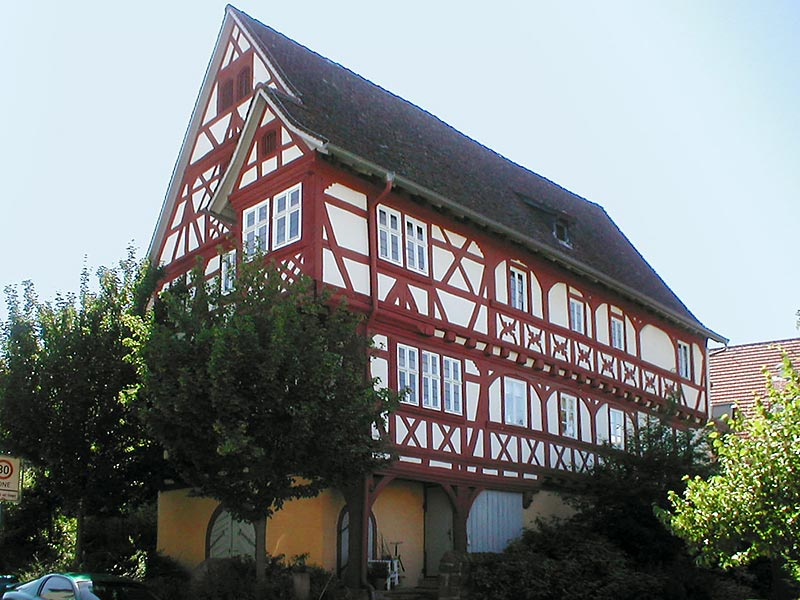
Fachwerkhaus Alte Steigstraße 4 in Reilsheim

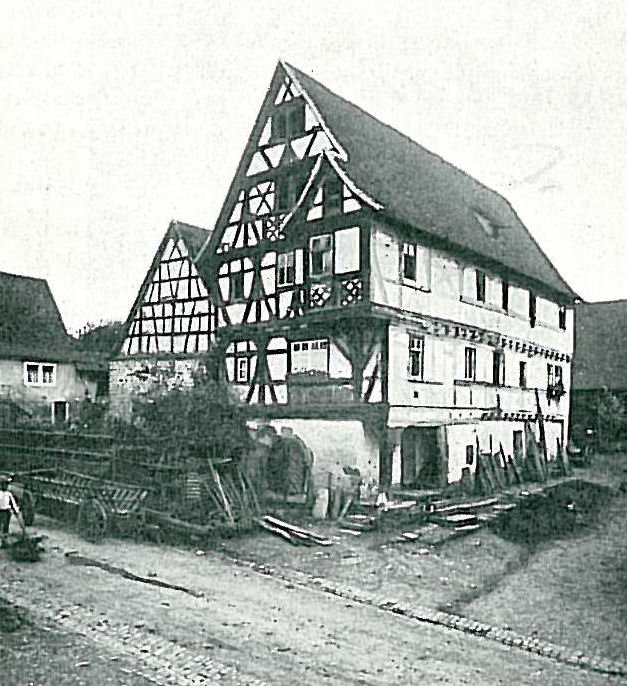
Das Haus um 1900

Das Gebäude Alte Steigstraße 4 in Reilsheim, einem Gemeindeteil von Bammental im Rhein-Neckar-Kreis im nördlichen Baden-Württemberg, wurde um 1593 errichtet. Das Fachwerkhaus ist ein geschütztes Kulturdenkmal.

## Beschreibung
Das Haus steht auf einem Eckgrundstück mit dem Ostgiebel und der nördlichen Traufseite zur Straße. Der straßenseitige Oberstock und der Giebel darüber kragen vor, die Balkenköpfe sind sichtbar. Am Oberstock dieses Giebels befindet sich ein vorspringender Erker, der von Streben gestützt wird. An der nördlichen Traufseite befand sich ein Laubengang, der später geschlossen wurde. An der Schauseite zur Straße befinden sich über dem Brustriegel gerade Andreaskreuze und unterhalb der Fenster des ersten Dachstocks Andreaskreuze und Rauten, die ineinander verschlungen sind. Viele Schwellen, Rähme und Giebelkehlbalken sind profiliert.

## Inschrift
In der hölzernen Brüstung des Fenstererkers steht eine Inschrift, die auf die Nutzung des Hauses als Gasthaus hinweist. Die Inschrift lautet: „DOMEN WEBER VND SEIN EHLICHEN HAUSFRAW MARGGERDA AVGBERGVIN - GOTSFORCHTIG GERECHT HAB GOTT VOR AVGEN ALLE ZEIT VER GIS NIT WAS ER DIR GEBAVT SEI WAHR HAFFT REDLICH FROMB GERECHT GEDENK DAS DV NVHR BIST EIN KNECHT VBER SEIN GVT UND ALL DEIN HAB HEIT LEBSTV MORGEN LIGST IM GRAAB SEI KEIN VILFRASZ KEIN TRINKENBOLZ LEB NICHTERN MESZIG SEI NIT STOLTZ THV LIEBEN KEVSCHHEIT - WIDDER DAS VOLSAVFFEN 1593 WEN EIN ESEL NICHT TRINKEN MAG THET MAN IHM ANGLEICH ALLE PLAG MAN BRICHT IHM NICHT EIN TROPFEN EIN SOLCHS LAS DIR EIN EXEMPEL SEIN AVF DAS DU LEBEST MESZIGLICH DEN SONST MAGSTV WOL SCHEMEND DICH DAS AVCH EIN VNVERNIFFTIG THIER IN DEM FALL MEHR ZU LOBEN SCHIER“ 